# منتخب الأرجنتين لكأس ديفيز
منتخب الأرجنتين لكأس ديفيز (بالإسبانية: Equipo de Copa Davis de Argentina)‏ هو ممثل الأرجنتين الرسمي في كرة المضرب في كأس ديفيز.